# Kinderdarsteller

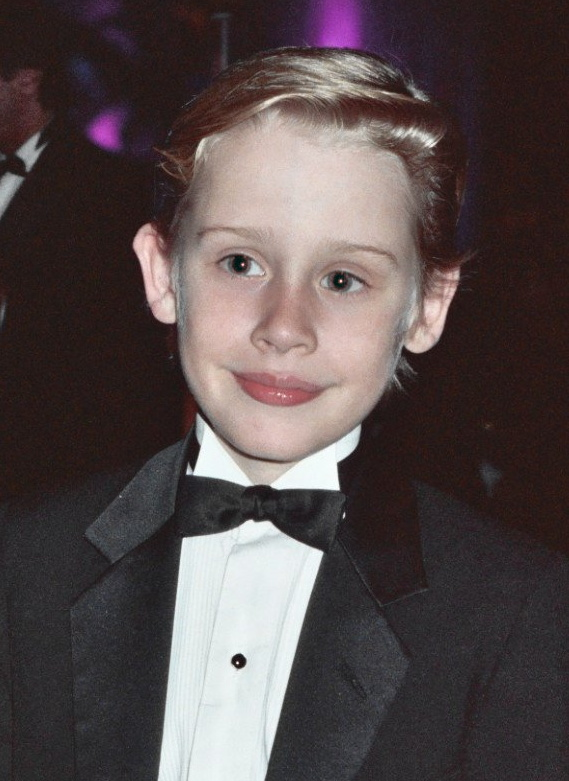
Der US-amerikanische Schauspieler Macaulay Culkin im Alter von zehn Jahren (1991)

Unter einem Kinderdarsteller versteht man in Film und Fernsehen – seltener im Theater – Schauspieler oder Sänger im Kindesalter.
In den Vereinigten Staaten werden Kinderdarsteller (Child Actors) manchmal von Teenagerdarstellern (Teenage Actors) unterschieden.
Zahlreiche Kinderstars wurden durch Auftritte bekannt, die sie an der Seite von Tierdarstellern hatten, wie beispielsweise Roddy McDowall (mit Lassie in Heimweh), Tommy Norden (Flipper) und Jon Provost (Lassie).

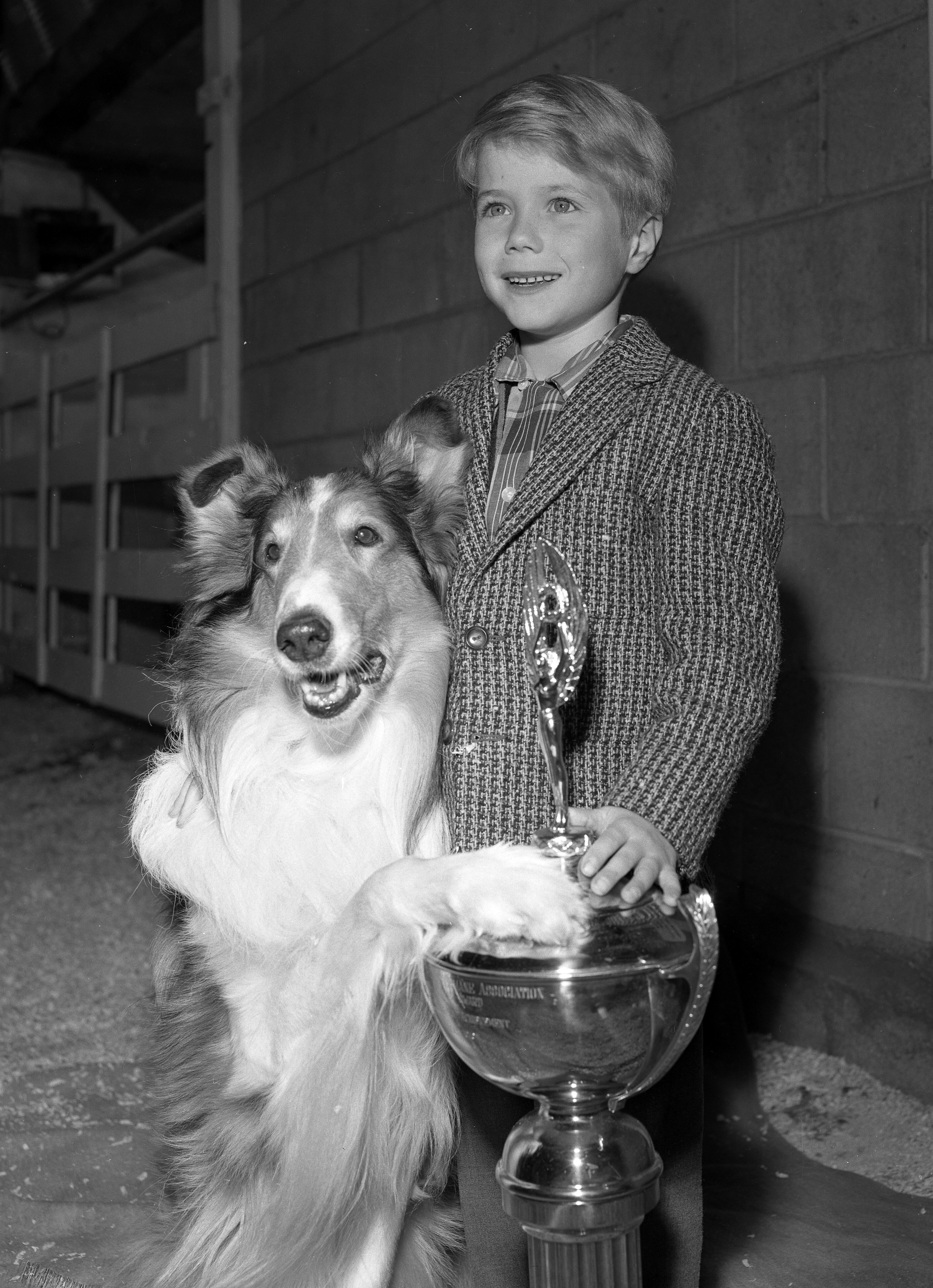
Jon Provost nimmt mit Lassie eine Auszeichnung für Tierdarsteller in Empfang

## Arbeitsschutzregelungen
In vielen Ländern unterliegen Kinderdarsteller besonderen Arbeitsschutzbestimmungen. Bei Film- und Fernsehproduktionen ist es darum weithin üblich, für die Darstellung sehr junger Kinder Zwillingspärchen (wie z. B. Mary-Kate und Ashley Olsen) oder Drillinge zu engagieren, die sich bei der Arbeit abwechseln. Ist dies nicht möglich, werden in Szenen, in denen der Darsteller nicht erkennbar ist, Doubles eingesetzt, um auch außerhalb der für Kinderdarsteller begrenzten täglichen Arbeitszeiten drehen zu können.

### Deutschland

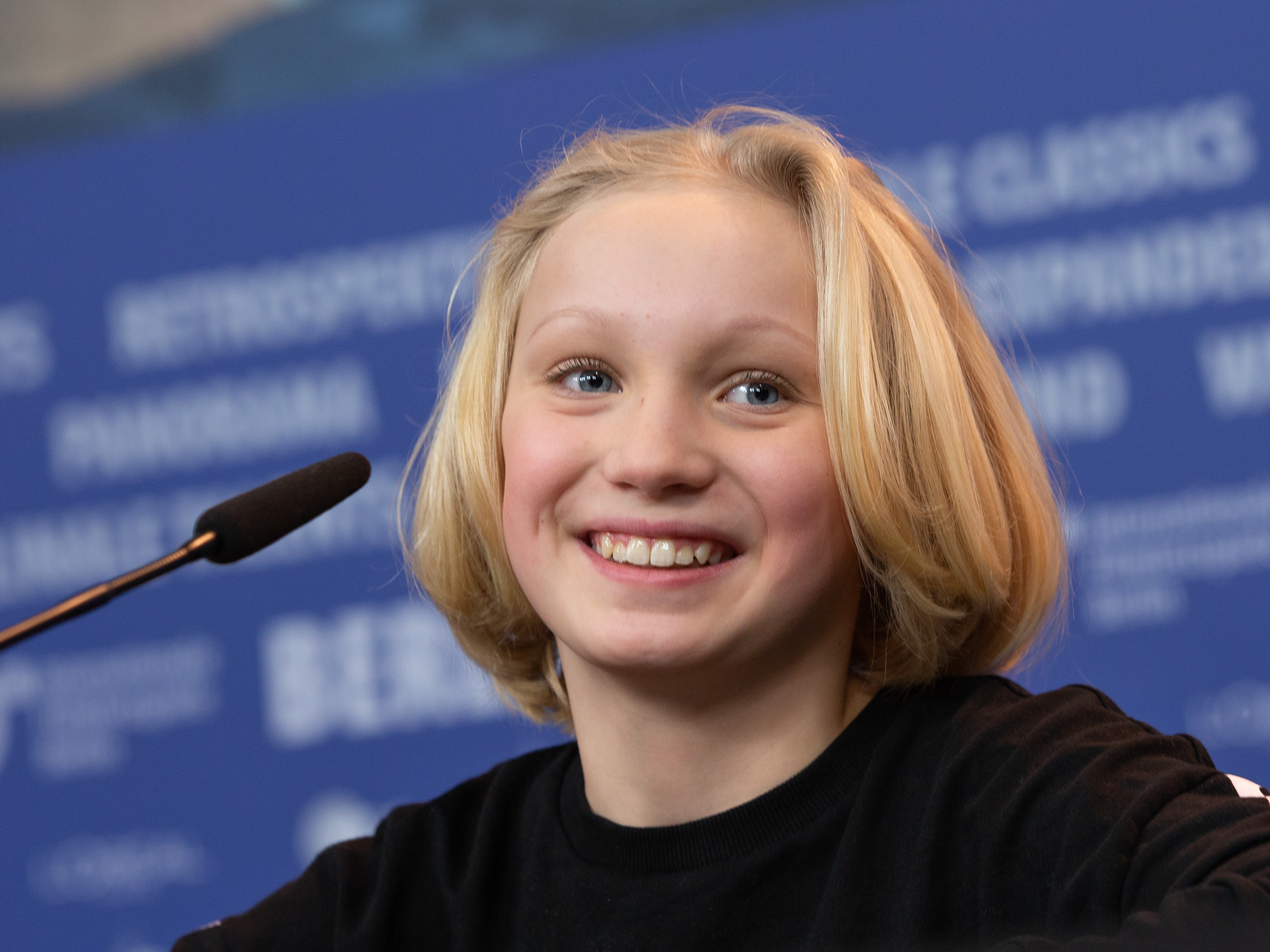
Helena Zengel 2019 bei der Berlinale

In Deutschland regelt das sogenannte Jugendarbeitsschutzgesetz (JArbSchG) auch die schauspielerische Tätigkeit von Kindern und Jugendlichen. Sie benötigen sowohl das Einverständnis der Eltern als auch bis zum Alter von 6 Jahren eine kinderärztliche Bestätigung und eine behördliche Genehmigung nach Anhörung des Jugendamtes. Außerdem darf die Arbeitszeit bei Kindern über drei bis sechs Jahren zwei Stunden täglich nicht überschreiten und ist auf die Zeit von 8 bis 17 Uhr beschränkt. Lediglich in den Schulferien dürfen Jugendliche zwischen 15 und 17 Jahren, an insgesamt maximal 20 Tagen, acht Stunden täglich als Schauspieler tätig sein, dabei jedoch die Höchstzahl von 40 Wochenstunden nicht überschreiten.

### Vereinigte Staaten

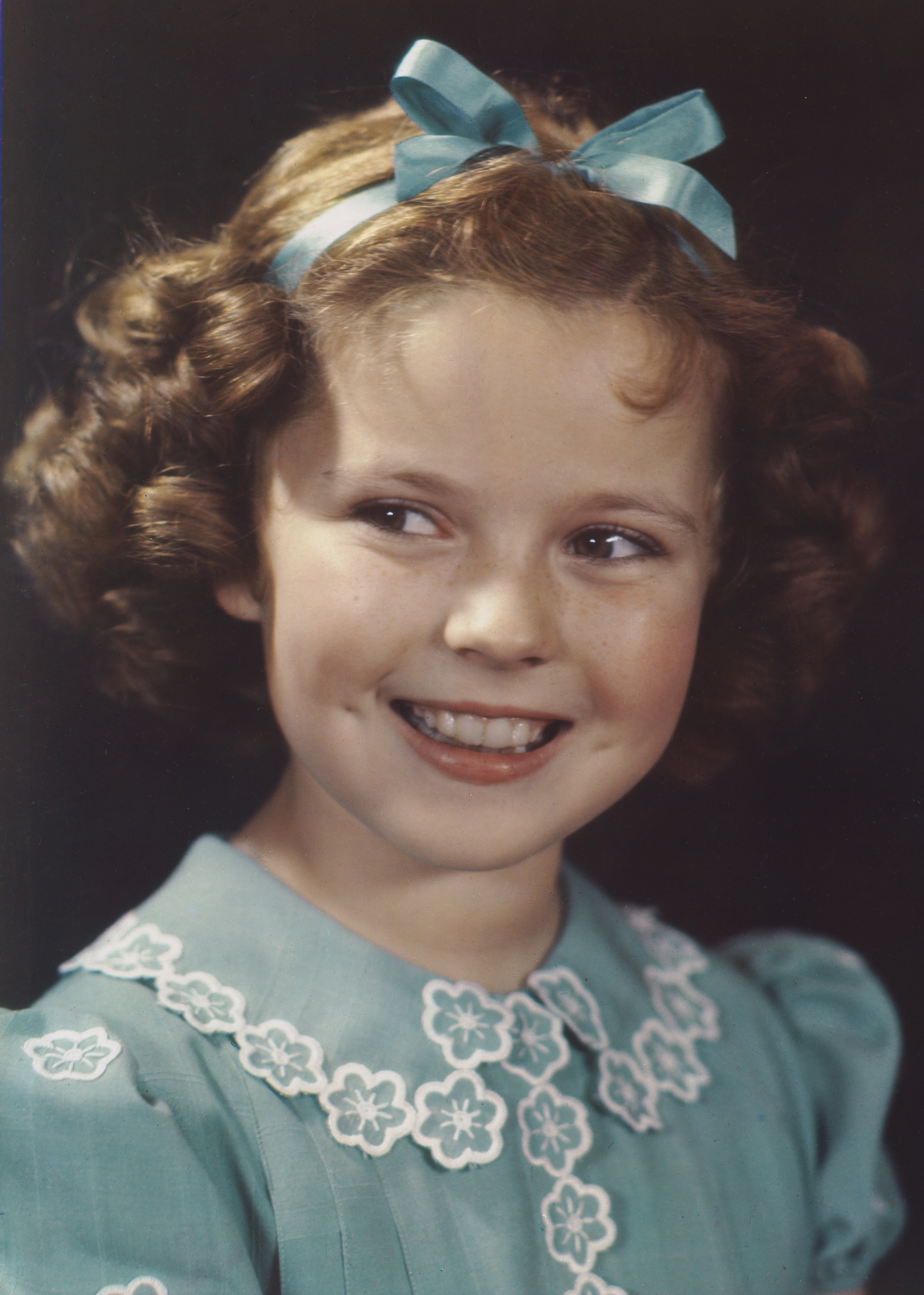
In den 1930er Jahren war Shirley Temple einer der ersten Kinderstars

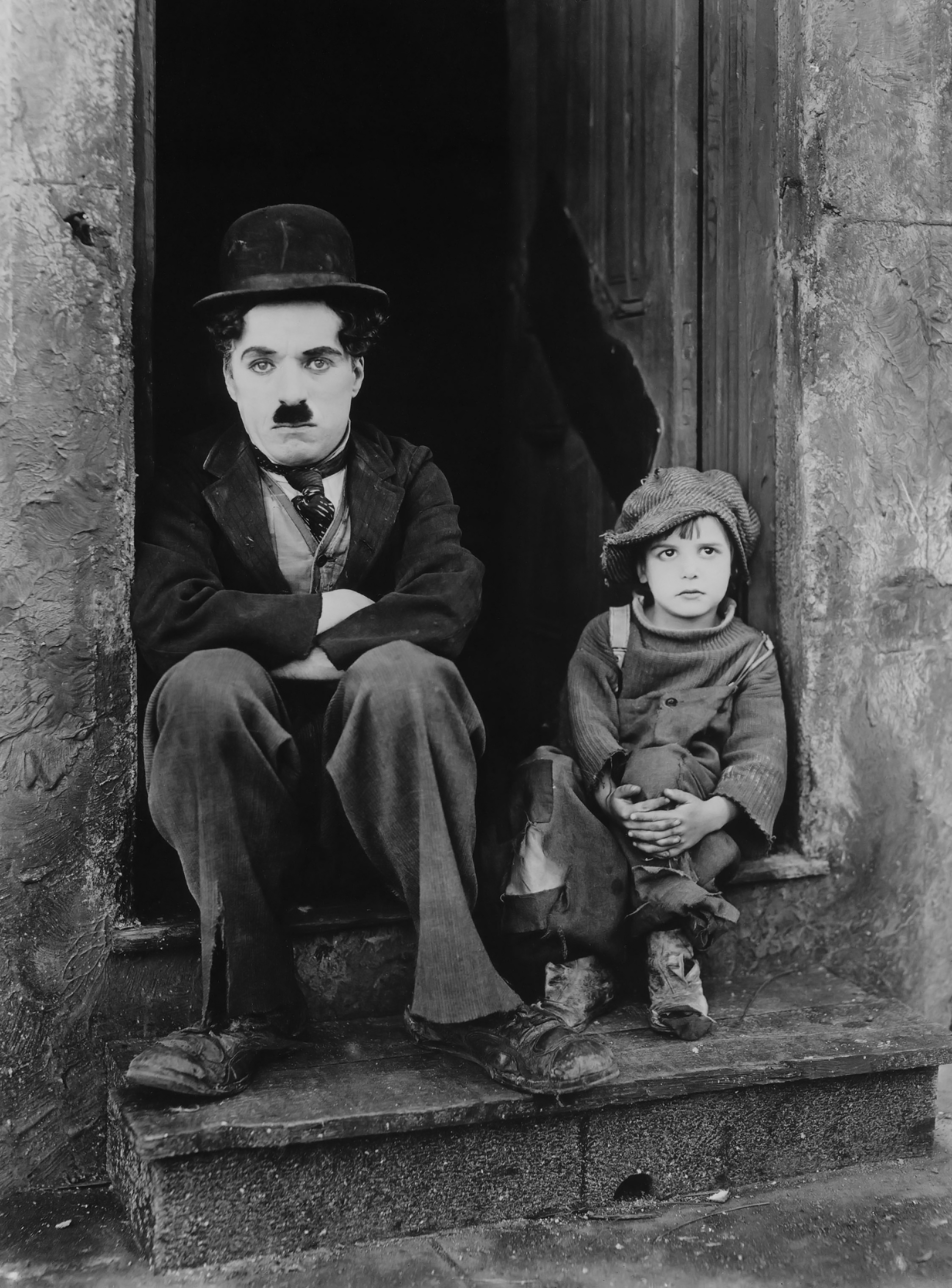
Charlie Chaplin mit Jackie Coogan, 1921

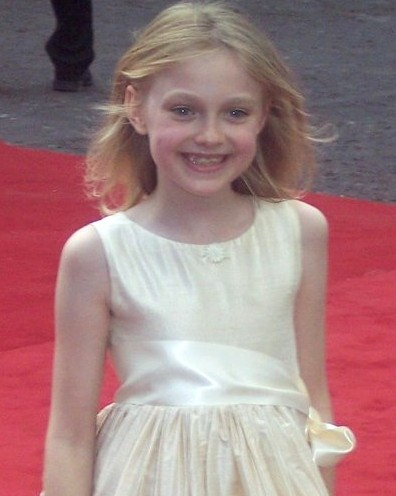
Dakota Fanning, 2005 bei der Premiere von Krieg der Welten

In den USA besteht bis heute kein generelles Verbot der Kinderarbeit. In Kalifornien, wo das Zentrum der amerikanischen Film- und Fernsehindustrie liegt, benötigen Minderjährige für jegliche bezahlte Schauspielarbeit ein spezielles Entertainment Work Permit. Weitere Gesetze stellen sicher, dass die Schulausbildung von Kinderdarstellern auch während der Arbeit nicht unterbrochen wird; am Drehort ist ein Lehrer (studio teacher) vorgeschrieben. Auch die Arbeitszeit ist, dem Alter des Kindes entsprechend, gesetzlich beschränkt.
Der nach Jackie Coogan benannte „Coogan Act“, ein 1938 in Kraft getretenes kalifornisches Gesetz, soll gewährleisten, dass ein Teil der Einkünfte, die ein Darsteller während seiner Kindheit bezieht, diesem bis zum Eintritt seines Erwachsenenalters erhalten bleibt.

## Auszeichnungen für Kinderdarsteller
Bei einigen Filmpreisen war bzw. ist auch eine Kategorie „bester Kinderdarsteller“ vorgesehen, so z. B. beim Academy Award (Juvenile Award, USA, nur 1935–1961), beim National Film Award (Indien, seit 1968), beim Star Screen Award (Indien, seit 1995) und beim Critics’ Choice Movie Award (USA, seit 1997).
Es gab bzw. gibt aber auch eigene Filmpreise, deren Auszeichnung speziell nur für Kinder- und Jugenddarsteller vorgesehen sind, so z. B. der Young Artist Award (USA, seit 1979), YoungStar Awards (USA, 1995–2000) und The Joey Award (Kanada, seit 2014). Darunter gibt es auch Spezialauszeichnungen (Special Awards), die auch an erwachsene Darsteller verliehen werden, sofern ihre Karriere bereits im Kindesalter begonnen hat.

## Kritik
Viele ehemalige Kinderstars äußern sich in autobiographischen Veröffentlichungen kritisch über diese Zeit. Sie beklagen, von ihren ehrgeizigen Eltern unter Druck gesetzt und zu immer neuen Auftritten genötigt worden zu sein. Für solche Eltern, die aktiv die Karriere ihres Kindes (z. B. durch die Teilnahme an Talentshows und Wettbewerben) vorantreiben, hat man in den USA den Begriff showbizz parents geprägt, wobei oft unterstellt wird, dass die Eltern eigenen mangelnden Erfolg durch den Erfolg ihrer Kinder kompensieren wollten oder vor allem am Verdienst des Kinderstars (bzw. ihrem Anteil als dessen Manager) interessiert seien.
Auffällig ist ferner, dass einige Kinderstars ihre Karriere nicht bis ins Erwachsenenalter hinein fortsetzen können, da sie später nicht mehr als süß oder lausbubenhaft gelten, als erwachsene Darsteller nicht ernst genommen werden oder in ein neues Rollenbild nicht hineinwachsen können. An den Erfolg ihrer Kinderzeit konnte zum Beispiel Inger Nilsson nicht mehr anknüpfen. Bevor es Beschränkungen für Kinder bei Filmprojekten gab, wurde zugunsten der Kinderstar-Laufbahn manchmal die Schul- oder Berufsausbildung vernachlässigt und so der Einstieg in einen anderen Beruf erschwert. Einige – wie die polnischen Zwillingsbrüder Jarosław und Lech Kaczyński – machten später als Politiker Karriere.
Weitere Probleme entstehen durch einen frühen Kontakt zu Drogen, den einige der jungen Talente nicht überlebten, wie beispielsweise River Phoenix, der als Kind durch kleine Engagements in Werbespots begann und u. a. durch den Film Stand by Me – Das Geheimnis eines Sommers bekannt wurde. Auch der frühe Kontakt zu Alkohol hat unter anderem bei Macaulay Culkin und Drew Barrymore zu ernsthaften Problemen und frühen Aufenthalten in Entzugskliniken geführt. Während es Culkin nicht gelang, an seine einstige Filmkarriere als Schauspieler anzuknüpfen, ist Barrymore nicht nur eine der erfolgreichsten Schauspielerinnen Hollywoods, sondern auch selbst als Filmproduzentin tätig.

## Bekannte Kinderdarsteller in Film und Fernsehen

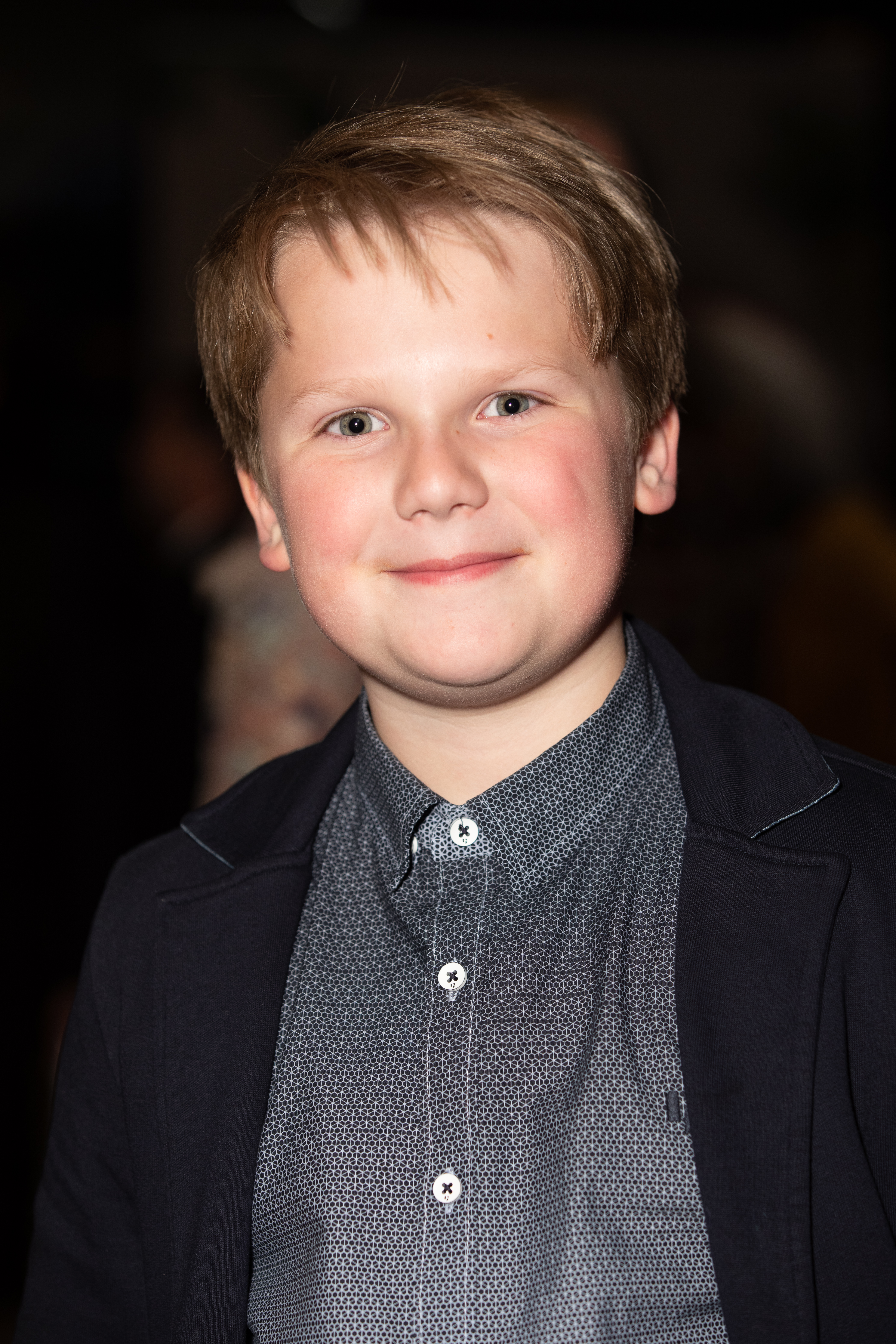
Julius Weckauf (* 2007) wurde durch seine Darstellung des jungen Hape Kerkeling in Der Junge muss an die frische Luft bekannt

Siehe hierzu auch: Kategorie:Kinderdarsteller

### Deutschland
| Name                         | Lebensdaten | Filmbeispiel                                          |
| ---------------------------- | ----------- | ----------------------------------------------------- |
| Loni Nest                    | 1915–1990   | Harakiri (1919)                                       |
| Hans Richter                 | 1919–2008   | Emil und die Detektive (1931)                         |
| Inge Landgut                 | 1922–1986   | M. (1931)                                             |
| Peter Bosse                  | 1931–2018   | Das Gäßchen zum Paradies (1936)                       |
| Rico Puhlmann                | 1934–1996   | Der kleine Muck (1944)                                |
| Isa und Jutta Günther        | * 1938      | Das doppelte Lottchen (1950)                          |
| Angelika Meissner            | 1939–2018   | Der fallende Stern (1950)                             |
| Heidi Brühl                  | 1942–1991   | Die Mädels vom Immenhof (1955)                        |
| Roland Kaiser                | 1943–1998   | Emil und die Detektive (1954)                         |
| Michael Ande                 | * 1944      | Ich weiß, wofür ich lebe (1953)                       |
| Elfie Fiegert                | * 1946      | Toxi (1952)                                           |
| Oliver Grimm                 | 1948–2017   | Wenn der Vater mit dem Sohne (1955)                   |
| Elke Aberle                  | * 1950      | Witwer mit fünf Töchtern (1957)                       |
| Giulia Follina               | * 1950      | Der Lügner (1961)                                     |
| Ilja Richter                 | * 1952      | Till, der Junge von nebenan (1967)                    |
| Hansi Kraus                  | * 1952      | Lausbubengeschichten (1964)                           |
| Archibald Eser               | * 1961      | Morgens um sieben ist die Welt noch in Ordnung (1968) |
| Thomas Ohrner                | * 1965      | Timm Thaler (1979)                                    |
| Patrick Bach                 | * 1968      | Silas (1981, TV-Serie)                                |
| Radost Bokel                 | * 1975      | Momo (1986)                                           |
| Floriane und Fritzi Eichhorn | * 1981      | Charlie & Louise – Das doppelte Lottchen (1994)       |
| Marleen Lohse                | * 1984      | Die Kinder vom Alstertal (1998–2004)                  |
| Marie-Luise Schramm          | * 1984      | Mama ist unmöglich (1997–1999)                        |
| Farina Brock                 | * 1984      | Nach Fünf im Urwald (1995)                            |
| Josefine Preuß               | * 1986      | Schloss Einstein (2000–2003, 2006)                    |
| Louis Klamroth               | * 1989      | Das Wunder von Bern (2003)                            |
| Constantin Gastmann          | * 1990      | Sams in Gefahr (2003)                                 |
| Michelle von Treuberg        | * 1992      | Die wilden Hühner (2006)                              |
| Philip Wiegratz              | * 1993      | Charlie und die Schokoladenfabrik (2005)              |
| Maria Ehrich                 | * 1993      | Mein Bruder ist ein Hund (2004)                       |
| Fynn Henkel                  | 1996–2015   | Tiere bis unters Dach (2010–2015)                     |
| Enya Elstner                 | * 1997      | Tiere bis unters Dach (seit 2010)                     |
| Alina Freund                 | * 1997      | Hexe Lilli – Der Drache und das magische Buch (2009)  |
| Nina Flynn                   | * 1998      | Die Pfefferkörner (2008–2010)                         |
| Paulina Rümmelein            | * 1998      | Die Wilden Hühner und das Leben (2009)                |
| Jule-Marleen Schuck          | * 2000      | Tiere bis unters Dach (2013–2022)                     |
| Noah Kraus                   | * 2001      | Als der Weihnachtsmann vom Himmel fiel (2011)         |
| Emma Schweiger               | * 2002      | Keinohrhasen (2007)                                   |
| Tabea Hug                    | * 2002      | Tiere bis unters Dach (2013–2022)                     |
| Tristan Göbel                | * 2002      | Westen (2013)                                         |
| Anton Petzold                | * 2003      | Rico, Oskar und die Tieferschatten (2014)             |
| Phillis Lara Lau             | * 2005      | Tiere bis unters Dach (2016–2024)                     |
| Meggy Hussong                | * 2007      | Mein Lotta-Leben – Alles Bingo mit Flamingo! (2019)   |
| Paulina Schnurrer            | * 2007      | Tiere bis unters Dach (seit 2017)                     |
| Helena Pieske                | * 2007      | Im Spinnwebhaus (2015)                                |
| Emilia Maier                 | * 2007      | Die Schule der magischen Tiere (2021)                 |
| Julius Weckauf               | * 2007      | Der Junge muss an die frische Luft (2018)             |
| Helena Zengel                | * 2008      | Systemsprenger (2019)                                 |

### Österreich
| Name               | Lebensdaten | Filmbeispiel                   |
| ------------------ | ----------- | ------------------------------ |
| Norbert Rohringer  | 1927–2009   | Anton der Letzte (1939)        |
| Traudl Stark       | 1930–2021   | Der Fuchs von Glenarvon (1940) |
| Christine Kaufmann | 1945–2017   | Rosen-Resli (1954)             |

### Schweiz
| Name            | Lebensdaten | Filmbeispiel            |
| --------------- | ----------- | ----------------------- |
| Elsbeth Sigmund | (* 1942)    | Heidi (1952)            |
| Thomas Klameth  | (* 1943)    | Heidi (1952)            |
| Anne Bennent    | (* 1963)    | Die Wildente (1976)     |
| David Bennent   | (* 1966)    | Die Blechtrommel (1979) |
| Anuk Steffen    | (* 2004)    | Heidi (2015)            |

### Skandinavien
| Name             | Lebensdaten | Land     | Filmbeispiel                                   |
| ---------------- | ----------- | -------- | ---------------------------------------------- |
| Jes Holtsø       | (* 1956)    | Dänemark | Die Olsenbande (1968)                          |
| Inger Nilsson    | (* 1959)    | Schweden | Pippi Langstrumpf ab 1969                      |
| Anita Hegerland  | (* 1961)    | Norwegen | Wenn mein Schätzchen auf die Pauke haut (1971) |
| Jan Ohlsson      | (* 1962)    | Schweden | Michel aus Lönneberga ab 1971                  |
| Mats Wikström    | (* 1964)    | Schweden | Karlsson auf dem Dach (1974)                   |
| Lena Wisborg     | (* 1965)    | Schweden | Michel aus Lönneberga ab 1971                  |
| Dan Håfström     | (* 1972)    | Schweden | Ronja Räubertochter (1984)                     |
| Hanna Zetterberg | (* 1973)    | Schweden | Ronja Räubertochter (1984)                     |
| Julie Zangenberg | (* 1988)    | Dänemark | Kletter-Ida (2002)                             |
| Kerstin Linden   | (* 2008)    | Schweden | Ronja Räubertochter (2024)                     |

### Großbritannien

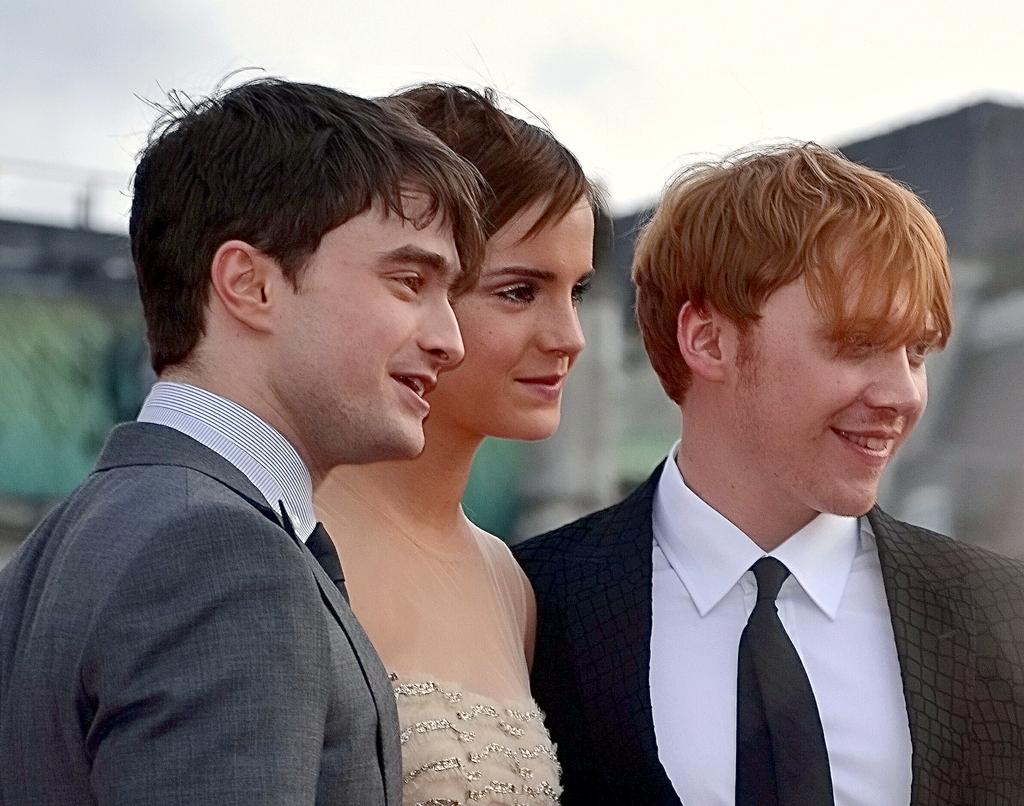
Die Stars der Harry-Potter-Filme drehten ab 2001 acht Filme zusammen; Daniel Radcliffe, Emma Watson und Rupert Grint nach Beendigung des letzten Films

| Name                   | Lebensdaten | Filmbeispiel                                    |
| ---------------------- | ----------- | ----------------------------------------------- |
| Freddie Bartholomew    | (1924–1992) | David Copperfield (1935)                        |
| John Howard Davies     | (1939–2011) | Oliver Twist (1948)                             |
| Hayley Mills           | (* 1946)    | Alle lieben Pollyanna (1960)                    |
| Jack Wild              | (1952–2006) | Oliver (1968)                                   |
| Karen Dotrice          | (* 1955)    | Mary Poppins (1964)                             |
| Mark Lester            | (* 1958)    | Oliver (1968)                                   |
| Tom Felton             | (* 1987)    | Harry Potter (2001–2011)                        |
| Rupert Grint           | (* 1988)    | Harry Potter (2001–2011)                        |
| Matthew Lewis          | (* 1989)    | Harry Potter (2001–2011)                        |
| Daniel Radcliffe       | (* 1989)    | Harry Potter (2001–2011)                        |
| Nicholas Hoult         | (* 1989)    | About a Boy oder: Der Tag der toten Ente (2002) |
| Emma Watson            | (* 1990)    | Harry Potter (2001–2011)                        |
| Thomas Brodie-Sangster | (* 1990)    | Die letzte Legion (2007)                        |
| Skandar Keynes         | (* 1991)    | Die Chroniken von Narnia (2005–2010)            |
| Freddie Highmore       | (* 1992)    | Wenn Träume fliegen lernen (2004)               |
| Eliza Bennett          | (* 1992)    | Eine zauberhafte Nanny (2005)                   |
| Barney Clark           | (* 1993)    | Oliver Twist (2005)                             |
| Georgie Henley         | (* 1995)    | Die Chroniken von Narnia (2005–2010)            |
| Sophie Turner          | (* 1996)    | Game of Thrones (2011–2019)                     |
| Asa Butterfield        | (* 1997)    | Der Junge im gestreiften Pyjama (2008)          |
| Maisie Williams        | (* 1997)    | Game of Thrones (2011–2019)                     |
| Hero Fiennes Tiffin    | (* 1997)    | Harry Potter und der Halbblutprinz (2009)       |
| Louis Hynes            | (* 2001)    | Eine Reihe betrüblicher Ereignisse (2017–2019)  |
| Millie Bobby Brown     | (* 2004)    | Stranger Things ab 2016                         |

### Frankreich

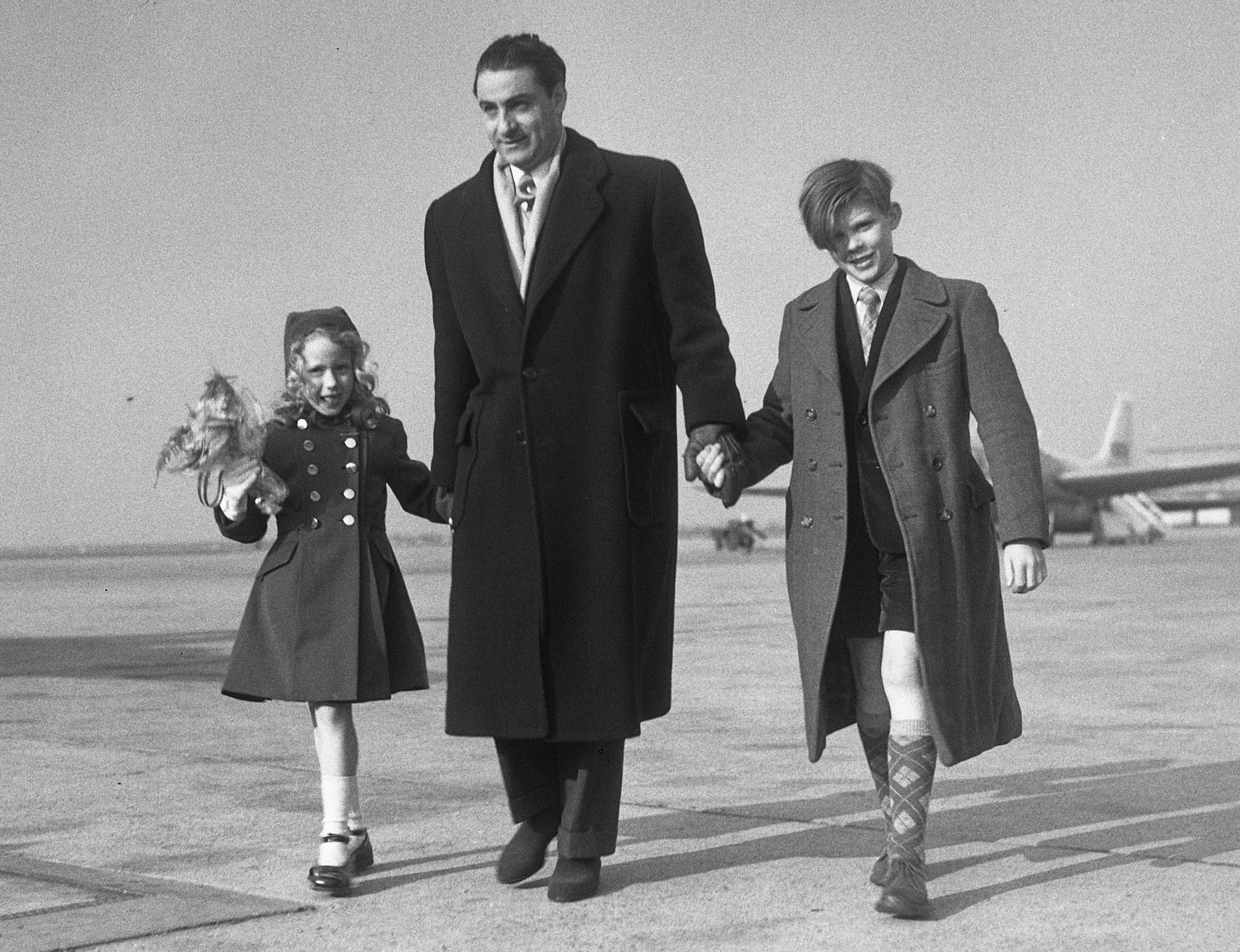
Regisseur René Clément 1953 mit Brigitte Fossey und Georges Poujouly

| Name                 | Lebensdaten | Filmbeispiel              |
| -------------------- | ----------- | ------------------------- |
| Georges Poujouly     | (1940–2000) | Verbotene Spiele (1952)   |
| Brigitte Fossey      | (* 1946)    | Verbotene Spiele (1952)   |
| Sophie Marceau       | (* 1966)    | La Boum – Die Fete (1980) |
| Charlotte Gainsbourg | (* 1971)    | Das freche Mädchen (1985) |
| Victoire Thivisol    | (* 1991)    | Ponette (1996)            |
| Félix Bossuet        | (* 2005)    | Belle & Sebastian (2013)  |

### Irland
| Name            | Lebensdaten | Filmbeispiel                             |
| --------------- | ----------- | ---------------------------------------- |
| Devon Murray    | (* 1988)    | Harry Potter (2001–2011)                 |
| Evanna Lynch    | (* 1991)    | Harry Potter (2007–2011)                 |
| Saoirse Ronan   | (* 1994)    | Abbitte (2007)                           |
| Amybeth McNulty | (* 2001)    | Anne with an E (2017–2019)               |
| Alisha Weir     | (* 2009)    | Roald Dahls Matilda – Das Musical (2022) |

### Weitere europäische Länder
| Name               | Lebensdaten | Land             | Filmbeispiel                               |
| ------------------ | ----------- | ---------------- | ------------------------------------------ |
| Lea Deutsch        | (1927–1943) | Jugoslawien      | Film über Lea Deutsch: Lea i Darija (2011) |
| Joselito           | (* 1943)    | Spanien          | El pequeño ruiseñor (1956)                 |
| Marisol            | (* 1948)    | Spanien          | Un rayo de luz (1960)                      |
| Lidija Kovačević   | (* 1963)    | Jugoslawien      | Die rote Zora und ihre Bande (1979)        |
| Viktor Král        | (* 1968)    | Tschechoslowakei | Die Besucher (1983)                        |
| Agnieszka Krukówna | (* 1971)    | Polen            | Die Kinder vom Mühlental (1985)            |
| Žaneta Fuchsová    | (* 1972)    | Tschechoslowakei | Luzie, der Schrecken der Straße (1980)     |
| Lukáš Bech         | (* 1972)    | Tschechoslowakei | Der fliegende Ferdinand (1984)             |
| Giorgio Cantarini  | (* 1992)    | Italien          | Das Leben ist schön (1997)                 |

### Asien

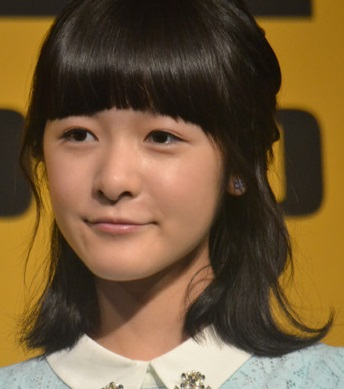
Xu Jiao, 2013

| Name                  | Lebensdaten | Land                      | Filmbeispiel                                     |
| --------------------- | ----------- | ------------------------- | ------------------------------------------------ |
| Sabu                  | (1924–1963) | Indien (später US-Bürger) | Elefanten-Boy (1937)                             |
| Liezl Martinez        | (1967–2015) | Philippinen               | Pinokyo en Little Snow White (1972)              |
| Puneeth Rajkumar      | (1975–2021) | Indien                    | Bettada Hoovu (eng. Titel Mountain Flower, 1985) |
| Keiko Kitagawa        | (* 1986)    | Japan                     | Pretty Guardian Sailor Moon (2003–2004)          |
| Tanay Chheda          | (* 1996)    | Indien                    | Slumdog Millionär (2008)                         |
| Xu Jiao               | (* 1997)    | China                     | Mulan – Legende einer Kriegerin (2009)           |
| Ayush Mahesh Khedekar | (* 2000)    | Indien                    | Slumdog Millionär (2008)                         |
| Mana Ashida           | (* 2004)    | Japan                     | Usagi Drop (2011)                                |

### Australien
| Name           | Lebensdaten | Filmbeispiel                                   |
| -------------- | ----------- | ---------------------------------------------- |
| Emily Browning | (* 1988)    | Lemony Snicket – Rätselhafte Ereignisse (2004) |

### Kanada
| Name                 | Lebensdaten | Filmbeispiel                   |
| -------------------- | ----------- | ------------------------------ |
| Anna Paquin          | (* 1982)    | Das Piano (1993)               |
| Cameron Bright       | (* 1993)    | Butterfly Effect (2004)        |
| Dakota Goyo          | (* 1999)    | The Champ (2007)               |
| Aryana Engineer      | (* 2001)    | Orphan – Das Waisenkind (2009) |
| Dalila Bela          | (* 2001)    | Anne with an E (2017–2019)     |
| Finn Wolfhard        | (* 2002)    | Stranger Things ab 2016        |
| Jacob Tremblay       | (* 2006)    | Raum (2015)                    |
| Millie Davis         | (* 2006)    | Orphan Black (2013–2017)       |
| Ryan Kiera Armstrong | (* 2010)    | Anne with an E (2017–2019)     |

### Neuseeland
| Name              | Lebensdaten | Filmbeispiel                                   |
| ----------------- | ----------- | ---------------------------------------------- |
| Thomasin McKenzie | (* 2000)    | Der Hobbit: Die Schlacht der Fünf Heere (2014) |

### Vereinigte Staaten
| Name                       | Lebensdaten | Filmbeispiel                                                        |
| -------------------------- | ----------- | ------------------------------------------------------------------- |
| Jackie Coogan              | (1914–1984) | The Kid (1921)                                                      |
| Diana Serra Cary           | (1918–2020) | über 150 Kurzfilme zwischen 1921 und 1924                           |
| Mickey Rooney              | (1920–2014) | 62 Mickey McGuire-Filme (1927–1934)                                 |
| Judy Garland               | (1922–1969) | Der Zauberer von Oz (1939)                                          |
| Freddie Bartholomew        | (1924–1992) | David Copperfield (1935)                                            |
| Matthew Beard              | (1925–1981) | Die kleinen Strolche (1932–1935)                                    |
| Dickie Moore               | (1925–2015) | Die kleinen Strolche (1932–1933)                                    |
| Shirley Temple             | (1928–2014) | Die kleine Prinzessin (1939)                                        |
| Elizabeth Taylor           | (1932–2011) | Heimweh (1943)                                                      |
| Dean Stockwell             | (1936–2021) | Kim – Geheimdienst in Indien (1950)                                 |
| Bobby Driscoll             | (1937–1968) | Die Schatzinsel (1950)                                              |
| Margaret O’Brien           | (* 1937)    | Babes on Broadway (1941)                                            |
| Natalie Wood               | (1938–1981) | Das Wunder von Manhattan (1947)                                     |
| Lori Martin                | (1947–2010) | Ein Köder für die Bestie (1962)                                     |
| Jon Provost                | (* 1950)    | Lassie (1957–1964)                                                  |
| Jodie Foster               | (* 1962)    | Taxi Driver (1976)                                                  |
| Tatum O’Neal               | (* 1963)    | Paper Moon (1973)                                                   |
| Melissa Gilbert            | (* 1964)    | Unsere kleine Farm (1974–1983)                                      |
| Brooke Shields             | (* 1965)    | Pretty Baby (1978)                                                  |
| Ricky Schroder             | (* 1970)    | Der kleine Lord (1980)                                              |
| Jennifer Connelly          | (* 1970)    | Es war einmal in Amerika (1984)                                     |
| River Phoenix              | (1970–1993) | Stand by Me – Das Geheimnis eines Sommers (1986)                    |
| Ethan Hawke                | (* 1970)    | Explorers – Ein phantastisches Abenteuer (1985)                     |
| Corey Feldman              | (* 1971)    | Stand by Me – Das Geheimnis eines Sommers (1986)                    |
| Henry Thomas               | (* 1971)    | E.T. – Der Außerirdische (1982)                                     |
| Winona Ryder               | (* 1971)    | Lucas (1986)                                                        |
| Ben Affleck                | (* 1972)    | ABC Afterschool Specials (1986)                                     |
| Wil Wheaton                | (* 1972)    | Stand by Me – Das Geheimnis eines Sommers (1985)                    |
| Barret Oliver              | (* 1973)    | Die unendliche Geschichte (1984)                                    |
| Alyson Hannigan            | (* 1974)    | Meine Stiefmutter ist ein Alien (1988)                              |
| Joaquin Phoenix            | (* 1974)    | Eine Wahnsinnsfamilie (1989)                                        |
| Leonardo DiCaprio          | (* 1974)    | Critters 3 – Die Kuschelkiller kommen (1991)                        |
| Heather O’Rourke           | (1975–1988) | Poltergeist (1982)                                                  |
| Drew Barrymore             | (* 1975)    | E.T. – Der Außerirdische (1982)                                     |
| Gabriel Damon              | (* 1976)    | RoboCop 2 (1990)                                                    |
| Edward Furlong             | (* 1977)    | Terminator 2 – Tag der Abrechnung (1991)                            |
| Sarah Michelle Gellar      | (* 1977)    | Death Strip (1989)                                                  |
| Jonathan Brandis           | (1976–2003) | Die unendliche Geschichte II – Auf der Suche nach Phantásien (1990) |
| Benji Gregory              | (1978–2024) | Alf (1986–1990)                                                     |
| Claire Danes               | (* 1979)    | Betty und ihre Schwestern (1994)                                    |
| Macaulay Culkin            | (* 1980)    | Kevin – Allein zu Haus (1990)                                       |
| Anna Chlumsky              | (* 1980)    | My Girl – Meine erste Liebe (1991)                                  |
| Christina Ricci            | (* 1980)    | Addams Family (1991)                                                |
| Natalie Portman            | (* 1981)    | Léon – Der Profi (1994)                                             |
| Alisan Porter              | (* 1981)    | Curly Sue – Ein Lockenkopf sorgt für Wirbel (1991)                  |
| Elijah Wood                | (* 1981)    | Das Baumhaus (1994)                                                 |
| Kirsten Dunst              | (* 1982)    | Interview mit einem Vampir (1994)                                   |
| Ivyann Schwan              | (* 1983)    | Ein Satansbraten kommt selten allein (1991)                         |
| Jena Malone                | (* 1984)    | Schutzlos – Schatten über Carolina (1996)                           |
| Scarlett Johansson         | (* 1984)    | Manny & Lo (1996)                                                   |
| Madeline Zima              | (* 1985)    | Die Nanny (1993–1999)                                               |
| Kaley Cuoco                | (* 1985)    | Virtuosity (1995)                                                   |
| Lindsay Lohan              | (* 1986)    | Ein Zwilling kommt selten allein (1998)                             |
| Mary-Kate und Ashley Olsen | (* 1986)    | Kidnapping der Nervensägen (1992)                                   |
| Mara Wilson                | (* 1987)    | Matilda (1996)                                                      |
| Hilary Duff                | (* 1987)    | Lizzie McGuire (2001–2004)                                          |
| Kristen Stewart            | (* 1990)    | Panic Room (2002)                                                   |
| Liam Aiken                 | (* 1990)    | Seite an Seite (1998)                                               |
| Spencer Breslin            | (* 1992)    | The Kid – Image ist alles (2000)                                    |
| Josh Hutcherson            | (* 1992)    | Brücke nach Terabithia (2007)                                       |
| Miley Cyrus                | (* 1992)    | Hannah Montana (2006–2010)                                          |
| Morgan York                | (* 1993)    | Im Dutzend billiger (2003)                                          |
| Alyson Stoner              | (* 1993)    | Im Dutzend billiger (2003)                                          |
| AnnaSophia Robb            | (* 1993)    | Charlie und die Schokoladenfabrik (2005)                            |
| Dakota Fanning             | (* 1994)    | Krieg der Welten (2005)                                             |
| Abigail Breslin            | (* 1996)    | Little Miss Sunshine (2006)                                         |
| Hailee Steinfeld           | (* 1996)    | True Grit (2010)                                                    |
| Kathryn Newton             | (* 1997)    | Gary Unmarried (2008–2010)                                          |
| Chloë Grace Moretz         | (* 1997)    | Let Me In (2010)                                                    |
| Elle Fanning               | (* 1998)    | Phoebe im Wunderland (2008)                                         |
| Jaden Smith                | (* 1998)    | Das Streben nach Glück (2006)                                       |
| Cameron Boyce              | (1999–2019) | Mirrors (2008)                                                      |
| Mackenzie Foy              | (* 2000)    | Breaking Dawn – Biss zum Ende der Nacht (2012)                      |
| Jenna Ortega               | (* 2002)    | Mittendrin und kein Entkommen (2016–2018)                           |
| Malina Weissman            | (* 2003)    | Voll verkatert (2016)                                               |
| Quvenzhané Wallis          | (* 2003)    | Beasts of the Southern Wild (2012)                                  |
| Neel Sethi                 | (* 2003)    | The Jungle Book (2016)                                              |
| Mckenna Grace              | (* 2006)    | Begabt – Die Gleichung eines Lebens (2017)                          |
| Ever Anderson              | (* 2007)    | Resident Evil: The Final Chapter (2016)                             |